# Festival du film de Nantucket
Le Festival du film de Nantucket (Nantucket Film Festival) est un festival de cinéma fondé en 1996 qui se concentre sur l'écriture de scénarios. Le festival, annuel, se déroule fin juin sur l'île de Nantucket, au Massachusetts (États-Unis).
Les membres du conseil comprennent Donick Cary, Nancy Dubac, Chris Matthews, Kathleen Matthews, Ben Stiller et Tom Scott.